# Iemelian Iaroslavski
Pour les articles homonymes, voir Yaroslavsky.
Iemelian Mikhaïlovitch Iaroslavski, ou parfois Emelian Iaroslavski, (en russe : Емельян Михайлович Ярославский), né Mineï Israïlevitch Goubelman (en russe : Мине́й Изра́илевич Губельма́н) le 3 mars 1878 à Tchita, mort le 4 décembre 1943 à Moscou, est un révolutionnaire russe, politicien soviétique, activiste du Parti communiste de l'Union soviétique, journaliste et historien.

## Biographie
Il est né dans une famille juive à Tchita alors sous Empire russe. Il entre au parti ouvrier social-démocrate russe en 1898. En 1901, il est correspondant du journal révolutionnaire Iskra. En 1903, il devient membre du Comité du Parti social-démocrate de Saint-Pétersbourg. Il participe à la révolution de 1905, sa femme, la révolutionnaire Olga Genkina (1882-1905) est tuée durant le conflit. En 1907, il publie illégalement son premier ouvrage Le Catéchisme du Soldat. Il est arrêté la même année et condamné à des travaux forcés dans la prison de Gorny Zerentu dans la région de Nertchinsk, puis exilé en Sibérie orientale.
Durant la Révolution d'octobre de 1917 en 1919 est nommé membre du comité central du Parti bolchevique. Il travaille au secrétariat du Comité central de 1921 à 1923. Il reste membre du Comité central jusqu'en 1939. Athée et militant anti-religieux, il a été l'éditeur du journal satirique Bezbojnik et dirigea la Ligue des militants athées. Il a aussi dirigé le Comité Anti-religieux du Comité central du Parti communiste de l'Union soviétique.
Durant la Seconde Guerre mondiale en 1941, il réduisit ses activités antireligieuses pour utiliser l'Église orthodoxe russe comme institution pour rassembler la population pour défendre la nation. Les journaux Bezbozhnik et Antireligioznik ont cessé de paraître,,.
Lauréat du prix Staline de 1re classe pour sa contribution à l'ouvrage collectif Histoire de la Guerre civile (vol. 2), il remet les 400 000 roubles à la fondation de l'Armée rouge lors de la Seconde Guerre mondiale.
Mort d'un cancer de l'estomac à Moscou le 4 décembre 1943. L'urne avec ses cendres est placée dans la Nécropole du mur du Kremlin.

## Famille
- Épouse : Klavdia Kirsanova (ru) (1887-1947), une militante bolchévique, puis femme politique soviétique.
  - fille : Marianna Iaroslavskaïa (1915-2003) sculpteur professionnel, mariée avec le cinéaste Roman Karmen, puis avec le diplomate Marcel Rosenberg (en) (1896-1937), ce dernier est exécuté lors des Grandes purges.
    - petit-fils : Roman Karmen (1933-2013), caméraman, réalisateur.

  - fils : Frounze Iaroslavski (ru) (1924-1983), pilote de chasse, général-major des forces aériennes soviétiques, vétéran de la Seconde Guerre mondiale.
    - petit-fils : Aleksandr Frounzevitch Iaroslavski (1949-1979), correspondant de guerre.

  - fils : Vlaldimir Iaroslavski (1922-1947), pilote de chasse, vétéran de la Seconde Guerre mondiale.
- frère : Moïsseï Gubelmann (1884-1968), idéologue de la politique anti-religieuse soviétique, membre du gouvernement de la République d'Extrême-Orient et auteur de la biographie de Sergueï Lazo (Лазо. М.: Молодая гвардия, 1956).